# Mieke Suys
Mieke Suys (Gante, 15 de fevereiro de 1968) é um triatleta profissional belga.

## Carreira
Mieke Suys competidor do ITU World Triathlon Series, disputou os Jogos de Sydney 2000, não terminado, e em Atenas terminando em 22º.